# Bahnstrecke Nantes–Saint-Gilles-Croix-de-Vie
| Einfahrt in den Bahnhof Saint-Gilles-Croix-de-Vie (2010) |                          |                                                                |                                                                |
| Streckennummer (SNCF): | 534 000, 535 000         |                                                                |                                                                |
| Kursbuchstrecke (SNCF): | 383, bis 1986: 548       |                                                                |                                                                |
| Streckenlänge: | 84 km                    |                                                                |                                                                |
| Spurweite: | 1435 mm (Normalspur)     |                                                                |                                                                |
| |                          |                                                                |                                                                |
| Departments (F): | Loire-Atlantique, Vendée |                                                                |                                                                |
| \| \| \| Bahnstrecke Tours–Saint-Nazaire v. Quimper/Le Croisic \| \| \| \| 0,000 \| Nantes \| Nantes \| \| \| \| \| \| \| \| 1,059 \| Bahnstrecke Nantes–Châteaubriant von Segré und Châteaubriant \| Bahnstrecke Nantes–Châteaubriant von Segré und Châteaubriant \| \| \| \| \| \| \| \| 1,059 \| Bahnstrecke Tours–Saint-Nazaire nach Angers \| Bahnstrecke Tours–Saint-Nazaire nach Angers \| \| \| 1,059 \| von und nach La Rochelle \| von und nach La Rochelle \| \| \| 2,500 \| \| \| \| \| 2,647 \| Pont Résal (Loire) (128 m) \| Pont Résal (Loire) (128 m) \| \| \| \| \| \| \| \| 0,000 \| Nantes-État \| Nantes-État \| \| \| 4,1960,696 \| \| \| \| \| \| \| \| \| \| 1,223 \| Viaduc de Pirmil (Loire) (252 m) \| Viaduc de Pirmil (Loire) (252 m) \| \| \| 1,755 \| Rezé-Pont-Rousseau \| Rezé-Pont-Rousseau \| \| \| 14,595 \| Bouaye \| Bouaye \| \| \| 18,588 \| Acheneau (25 m) \| Acheneau (25 m) \| \| \| 20,200 \| Port-Saint-Père-Saint-Mars \| Port-Saint-Père-Saint-Mars \| \| \| 20,406 \| Sainte-Pazanne \| Sainte-Pazanne \| \| \| 20,841 \| nach Pornic \| nach Pornic \| \| \| 40,038 \| Machecoul \| Machecoul \| \| \| 40,392 \| Falleron (25 m) \| Falleron (25 m) \| \| \| 47,470 \| Bois-de-Céné \| Bois-de-Céné \| \| \| 53,413 \| La Garnache \| La Garnache \| \| \| 59,071 \| Challans \| Challans \| \| \| 65,095 \| Soullans \| Soullans \| \| \| 65,990 \| Ligneron (13 m) \| Ligneron (13 m) \| \| \| 68,4270,000 \| neue Verbindung \| neue Verbindung \| \| \| 1,310 \| alte Strecke \| alte Strecke \| \| \| 69,836 \| Commequiers Anfang Velo-Rail \| Commequiers Anfang Velo-Rail \| \| \| 73,992 \| Saint-Maixent-sur-Vie \| Saint-Maixent-sur-Vie \| \| \| 81,094 \| Coëx Ende Velo-Rail \| Coëx Ende Velo-Rail \| \| \| 93,800 \| Aizenay \| Aizenay \| \| \| 101,600 \| La Genétouze \| La Genétouze \| \| \| 109,55075,110 \| nach Clisson/Nantes \| nach Clisson/Nantes \| \| \| 75,110 \| nach Thouars \| nach Thouars \| \| \| 75,999 \| La Roche-sur-Yon \| La Roche-sur-Yon \| \| \| \| Bahnstrecke Nantes-Orléans–Saintes nach La Rochelle \| \| \| \| \| \| \| \| \| \| Bahnstrecke Les Sables-d’Olonne–Tours nach Les Sables-d’Olonne \| \| \| \| \| \| \| \| \| 4,979 \| Notre-Dame-de-Riez \| Notre-Dame-de-Riez \| \| \| 5,246 \| Ligneron (8 m) \| Ligneron (8 m) \| \| \| 10,831 \| Saint-Hilaire-de-Riez \| Saint-Hilaire-de-Riez \| \| \| 12,715 \| Saint-Gilles-Croix-de-Vie \| Saint-Gilles-Croix-de-Vie \| |                          |                                                                |                                                                |
| Strecke |                          | Bahnstrecke Tours–Saint-Nazaire v. Quimper/Le Croisic          | Bahnstrecke Tours–Saint-Nazaire v. Quimper/Le Croisic          |
| Bahnhof | 0,000                    | Nantes                                                         | Nantes                                                         |
| |                          |                                                                |                                                                |
| Strecke von links · Kreuzung geradeaus unten und links | 1,059                    | Bahnstrecke Nantes–Châteaubriant von Segré und Châteaubriant   | Bahnstrecke Nantes–Châteaubriant von Segré und Châteaubriant   |
| |                          |                                                                |                                                                |
| Strecke · Abzweig geradeaus und nach links | 1,059                    | Bahnstrecke Tours–Saint-Nazaire nach Angers                    | Bahnstrecke Tours–Saint-Nazaire nach Angers                    |
| Strecke · Abzweig geradeaus, nach links und von links | 1,059                    | von und nach La Rochelle                                       | von und nach La Rochelle                                       |
| Verschwenkung nach links | 2,500                    |                                                                |                                                                |
| Brücke über Wasserlauf | 2,647                    | Pont Résal (Loire) (128 m)                                     | Pont Résal (Loire) (128 m)                                     |
| |                          |                                                                |                                                                |
| Kopfbahnhof Streckenanfang (Strecke außer Betrieb) · Strecke | 0,000                    | Nantes-État                                                    | Nantes-État                                                    |
| Abzweig ehemals geradeaus, ehemals nach links und von links · Strecke nach rechts | 4,1960,696               |                                                                |                                                                |
| |                          |                                                                |                                                                |
| Brücke über Wasserlauf | 1,223                    | Viaduc de Pirmil (Loire) (252 m)                               | Viaduc de Pirmil (Loire) (252 m)                               |
| Bahnhof | 1,755                    | Rezé-Pont-Rousseau                                             | Rezé-Pont-Rousseau                                             |
| Bahnhof | 14,595                   | Bouaye                                                         | Bouaye                                                         |
| Brücke über Wasserlauf | 18,588                   | Acheneau (25 m)                                                | Acheneau (25 m)                                                |
| Haltepunkt / Haltestelle | 20,200                   | Port-Saint-Père-Saint-Mars                                     | Port-Saint-Père-Saint-Mars                                     |
| Bahnhof | 20,406                   | Sainte-Pazanne                                                 | Sainte-Pazanne                                                 |
| Abzweig geradeaus und nach rechts | 20,841                   | nach Pornic                                                    | nach Pornic                                                    |
| Bahnhof | 40,038                   | Machecoul                                                      | Machecoul                                                      |
| Brücke über Wasserlauf | 40,392                   | Falleron (25 m)                                                | Falleron (25 m)                                                |
| ehemaliger Haltepunkt / Haltestelle | 47,470                   | Bois-de-Céné                                                   | Bois-de-Céné                                                   |
| ehemaliger Haltepunkt / Haltestelle | 53,413                   | La Garnache                                                    | La Garnache                                                    |
| Bahnhof | 59,071                   | Challans                                                       | Challans                                                       |
| ehemaliger Haltepunkt / Haltestelle | 65,095                   | Soullans                                                       | Soullans                                                       |
| Brücke über Wasserlauf | 65,990                   | Ligneron (13 m)                                                | Ligneron (13 m)                                                |
| Verschwenkung von links | 68,4270,000              | neue Verbindung                                                | neue Verbindung                                                |
| Abzweig geradeaus und von links · Abzweig geradeaus und von rechts (Strecke außer Betrieb) | 1,310                    | alte Strecke                                                   | alte Strecke                                                   |
| Strecke · Haltepunkt / Haltestelle (Strecke außer Betrieb) | 69,836                   | Commequiers Anfang Velo-Rail                                   | Commequiers Anfang Velo-Rail                                   |
| Strecke · Haltepunkt / Haltestelle (Strecke außer Betrieb) | 73,992                   | Saint-Maixent-sur-Vie                                          | Saint-Maixent-sur-Vie                                          |
| Strecke · Haltepunkt / Haltestelle (Strecke außer Betrieb) | 81,094                   | Coëx Ende Velo-Rail                                            | Coëx Ende Velo-Rail                                            |
| Strecke · Haltepunkt / Haltestelle (Strecke außer Betrieb) | 93,800                   | Aizenay                                                        | Aizenay                                                        |
| Strecke · Haltepunkt / Haltestelle (Strecke außer Betrieb) | 101,600                  | La Genétouze                                                   | La Genétouze                                                   |
| Strecke · Abzweig ehemals geradeaus und von links | 109,55075,110            | nach Clisson/Nantes                                            | nach Clisson/Nantes                                            |
| Strecke · Abzweig geradeaus und von links | 75,110                   | nach Thouars                                                   | nach Thouars                                                   |
| Strecke · Bahnhof | 75,999                   | La Roche-sur-Yon                                               | La Roche-sur-Yon                                               |
| Strecke · Abzweig geradeaus und nach links |                          | Bahnstrecke Nantes-Orléans–Saintes nach La Rochelle            | Bahnstrecke Nantes-Orléans–Saintes nach La Rochelle            |
| |                          |                                                                |                                                                |
| Strecke · Strecke nach links |                          | Bahnstrecke Les Sables-d’Olonne–Tours nach Les Sables-d’Olonne | Bahnstrecke Les Sables-d’Olonne–Tours nach Les Sables-d’Olonne |
| |                          |                                                                |                                                                |
| ehemaliger Haltepunkt / Haltestelle | 4,979                    | Notre-Dame-de-Riez                                             | Notre-Dame-de-Riez                                             |
| Brücke über Wasserlauf | 5,246                    | Ligneron (8 m)                                                 | Ligneron (8 m)                                                 |
| Haltepunkt / Haltestelle | 10,831                   | Saint-Hilaire-de-Riez                                          | Saint-Hilaire-de-Riez                                          |
| Kopfbahnhof Streckenende | 12,715                   | Saint-Gilles-Croix-de-Vie                                      | Saint-Gilles-Croix-de-Vie                                      |

Die Bahnstrecke Nantes–Saint-Gilles-Croix-de-Vie ist eine regionale Strecke der SNCF, die 84 Kilometer lang ist. Ein normaler Zug benötigt für diese Strecke bei einer Durchschnittsgeschwindigkeit von 64 km/h eine Stunde und 18 Minuten.

## Geschichte

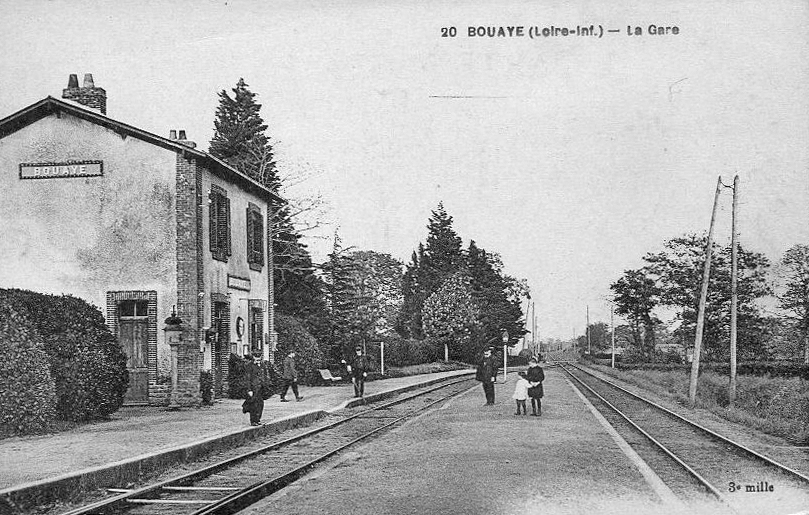
Bahnhof Bouaye im frühen 20. Jahrhundert

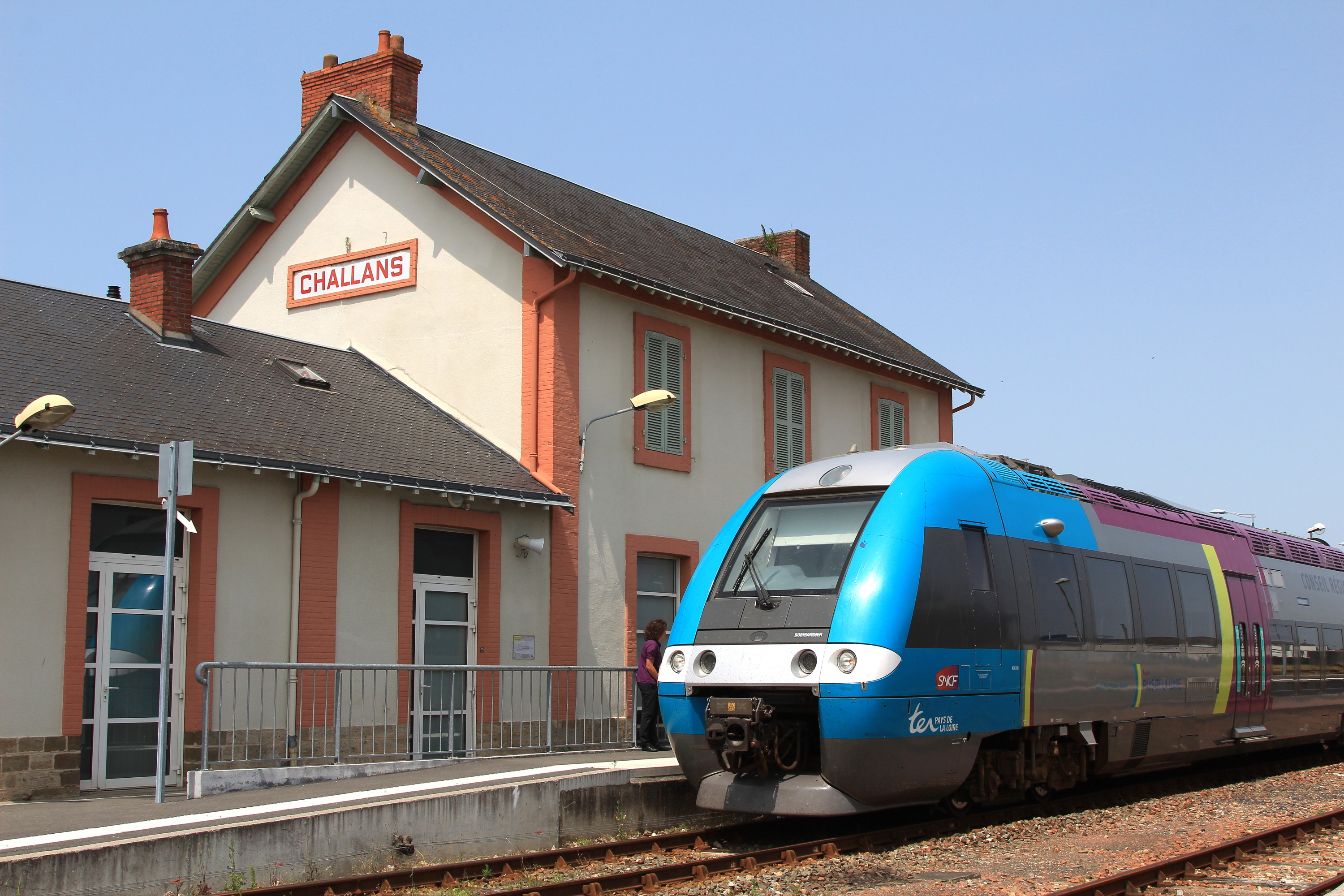
Triebwagen der Baureihe X 76500 in Challans

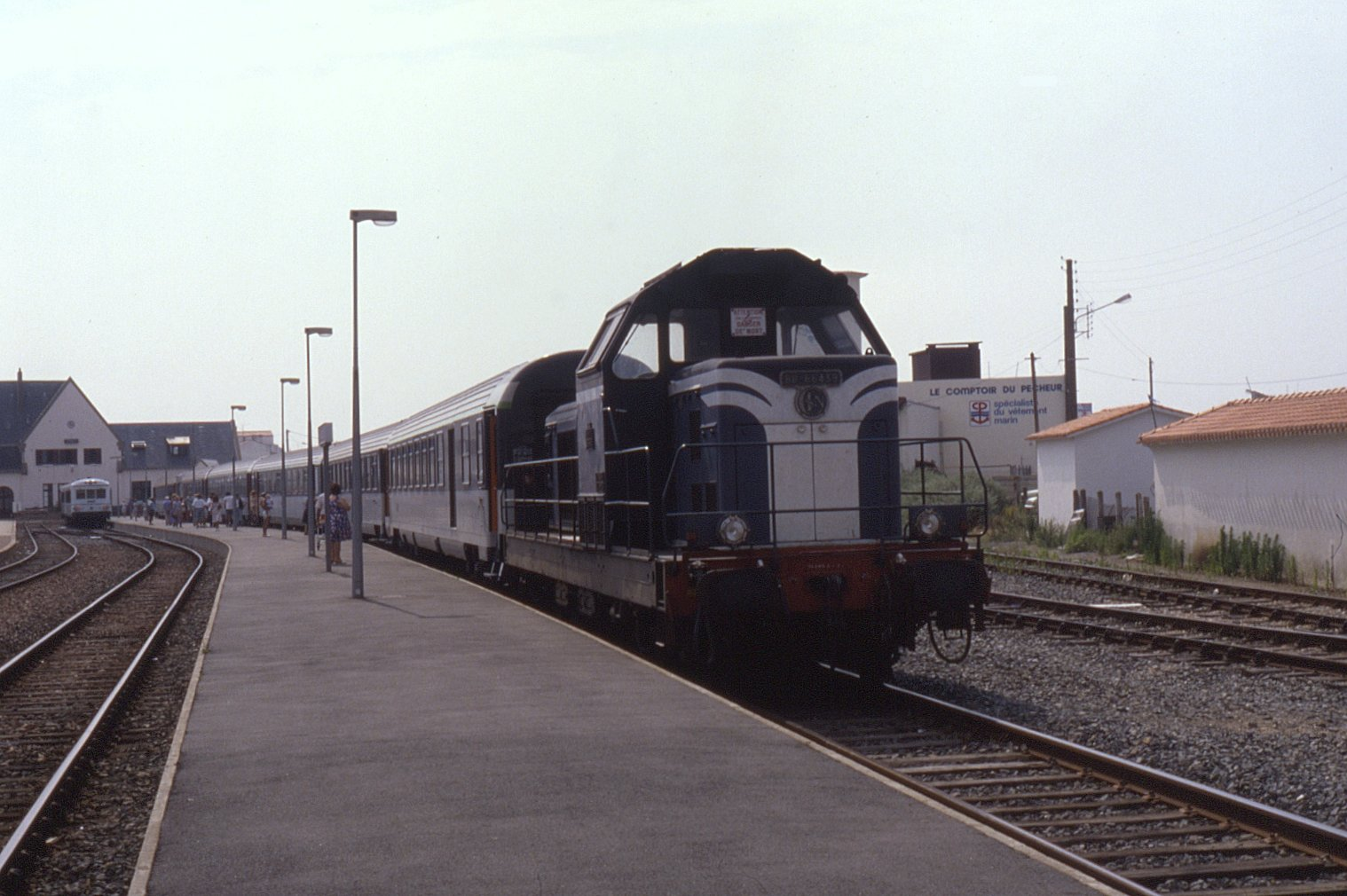
Diesellokomotive der Baureihe BB 66400 vor einem Reisezug im Bahnhof Saint-Gilles-Croix-de-Vie

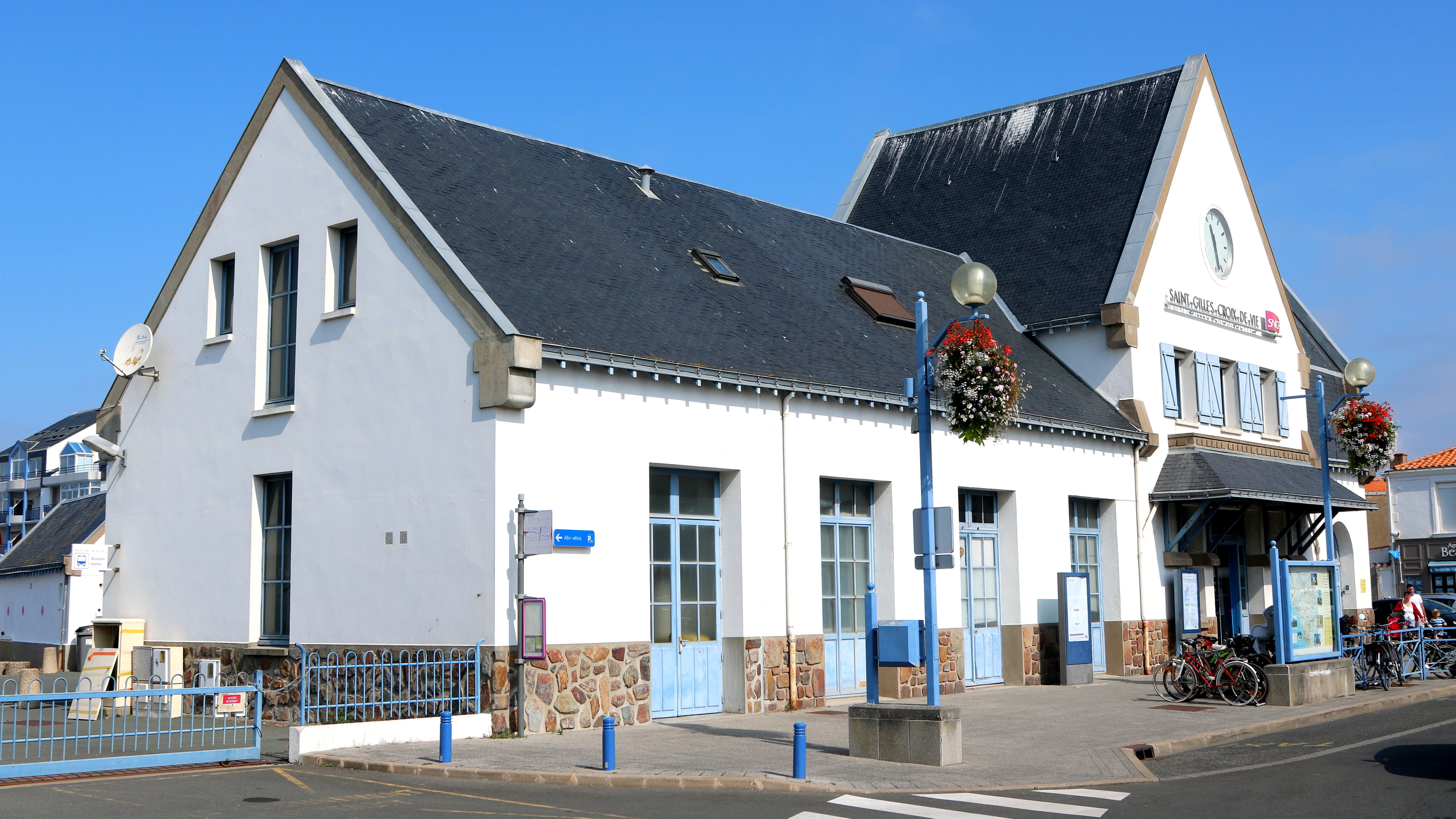
Empfangsgebäude Saint-Gilles-Croix-de-Vie

Die Geschichte der Bahnstrecke Nantes–Saint-Gilles-Croix-de-Vie beginnt mit dem Bau des heutigen Streckenabschnittes von Nantes nach Pornic als eigenständige Strecke. Die Eröffnung dieser Bahn konnte am 11. September 1875 vollzogen werden. Am 25. März 1876 folgte die Einweihung einer Erweiterung nach Machecoul.
Um die Finanzen der Bahngesellschaft, welche die neue Strecke baute und betrieb, stand es nicht gut, sodass sie bereits 1878 Konkurs anmelden muss. Die Regierung verstaatlicht am 25. Mai 1878 den Betrieb und betreibt ihn durch die staatliche Eisenbahngesellschaft. Diese konnte noch im selben Jahr am 30. Dezember 1878 eine Erweiterung nach Challans in Betrieb nehmen.
Am 19. September 1880 folgte die Einweihung der Erweiterung nach La Roche-sur-Yon. La Roche-sur-Yon, wo Anschluss an mehrere andere Bahnen besteht, war als Endpunkt der Strecke geplant. Am 18. Oktober 1881 wurde eine Stichstrecke von Soullans/Commequier nach St. Gilles eröffnet, dem heutigen Ende der Strecke.
Im Jahr 1940, mit dem Beginn des Zweiten Weltkrieges wurde die Strecke geschlossen. Nach Kriegsende wurde der Verkehr wieder aufgenommen.
Im September 1970 folgte eine zweite Schließung der Strecke. Jedoch folgte zwölf Jahre später, im September 1982, eine erneute Wiedereröffnung der Bahnverbindung. Jedoch wurde der Abschnitt von La Roche-sur-Yon nach Soullans nicht wieder aufgenommen, sondern der Streckenabschnitt Nantes – Soullans der ehemals nach La Roche-sur-Yon führenden Bahn in Kombination mit der von Commequier nach Saint-Gilles-Croix-de-Vie führenden Strecke. Die durchfahrenden Züge St. Gilles – Nantes können die Strecke nun auch ohne Wenden in Commequier durchfahren, wie es vor der zwischenzeitlichen Schließung von 1970, als auch noch nach La Roche Züge verkehrten, der Fall war. Dafür musste eine neue Verbindungskurve von Soullans nach Notre-Dame-de-Riez gebaut werden. Die Verbindungskurve bringt eine Fahrzeitverkürzung von neun Minuten.
Nach der Schließung der Verbindung zwischen Commequiers und La Roche wird sie zwischen Commequiers und Coex als Touristenattraktion weiterbetrieben.
Der Betrieb der Strecke von Nantes nach Saint-Gilles-Croix-de-Vie wird von der staatlichen Société nationale des chemins de fer français (SNCF) durchgeführt. Ein Personenzug braucht im Normalfall eine Stunde und 18 Minuten und erreicht dabei eine Durchschnittsgeschwindigkeit von 64 km/h.

## Zukunft

### Modernisierung
In der nächsten Zeit wird die Linie modernisiert, die Trasse wird rekonstruiert, da einige Teile noch von 1897 stammen. Des Weiteren wird die Signaltechnik aktualisiert. Diese Modernisierung zielt darauf, modernes Rollmataterial zu verwenden, damit die Strecke mit bis zu 140 km/h befahren werden kann. Des Weiteren soll der Bahnhof St. Pazanne durchgängig mit 30 km/h durchfahren werden.
Zwei Phasen sind geplant, beziehungsweise bereits durchgeführt:
- Nantes–St. Pazzane wurde Ende 2009 in Betrieb genommen.
- St. Pazanne–Saint Gilles/Pornic: Soll bis 2013 beendet werden.

### Elektrifizierung
Die Strecke soll bis 2015 elektrifiziert werden, damit man dann in drei Stunden von Paris mit dem TGV bis St. Gilles fahren kann. Diese Entwicklung wird von den gewählten Beamten und der Regionalverwaltung Vendée unterstützt, ob sie sich an der Finanzierung beteiligen, ist aber noch unbekannt.

## Verkehrsstatistik
|                           | 1990   | 1995  | 2000   | 2005   | 2007   |
| ------------------------- | ------ | ----- | ------ | ------ | ------ |
| Tausend Reisekilometer    | 297    | 138   | 252    | 477    | 569    |
| Tausend Personenkilometer | 11.922 | 6.856 | 13.511 | 21.962 | 25.103 |